# Ion Negoițescu
Ion Negoițescu, född 10 augusti 1921 i Cluj, Transsylvanien, Kungariket Rumänien, död 6 februari 1993 i München, var en rumänsk litteraturhistoriker, kritiker, poet och romanförfattare. Han var också en av de ledande medlemmarna i den litterära kretsen i Sibiu. Negoițescu började sin karriär som tonåring, och gjorde sig känd som litterär ideolog under 1940-talet. Han var också en av de få öppet homosexuella intellektuella i Rumänien före 1990.